# Esperant en Guffman
Esperant en Guffman (títol original: Waiting for Guffman) és una pel·lícula estatunidenca dirigida per Christopher Guest i estrenada l'any 1996. Ha estat doblada al català. Als premis Independent Spirit 1997 va aconseguir 3 nominacions incloent la de millor pel·lícula.

## Argument
Un musical dirigida per commemorar l'aniversari de la creació de Blaine, un petit poble de Missouri, li permet a Corky St. Clair posar en pràctica els seus dots de director escènic amb els seus veïns, després d'haver treballat a Broadway sense massa èxit. Els habitants del poble posen les seves esperances en què l'arribada de Mort Guffman, un crític teatral, faci que el seu espectacle sigui conegut i ells llançats a la fama.

## Repartiment
- Christopher Guest: Corky St. Clair
- Fred Willard: Ron Albertson
- Catherine O'Hara: Sheila Albertson
- Eugene Levy: Dr. Allan Pearl
- Parker Posey: Libby Mae Brown
- Bob Balaban: Lloyd Miller
- Deborah Theake: Gwen Fabin-Blunt
- Michael Hitchcock: Steve Stark
- Scott Williamson: Tucker Livingston
- Larry Miller : Glenn Welsch
- Don Lake: Phil Burgess
- David Cross: UFO Expert
- Linda Kash: Mrs. Allan Pearl
- Lewis Arquette: Clifford Wooley
- Matt Keeslar: Johnny Savage
- Brian Doyle-Murray: Red Savage
- Miriam Flynn: vestuari
- Jill Parker-Jones: director d'estage
- Margaret Bowman: dissenyador de vestuari
- Paul Benedict: Roy Loomis
- James Douglas : encarregat de teatre
- Shane Felux: DQ worker / crowd
- Frances Fisher: Rita Savage
- Jean Fuller: Jean
- Joseph T. Garrity: director comercial TV